# Didier Pino
Didier Pino (Quibdó, Colombia; 19 de agosto de 1995) es un futbolista colombiano. Juega de centrocampista y actualmente milita en Jaguares de Córdoba de la Categoría Primera B de Colombia.

## Clubes
| Club                     | País     | Temporadas      |
| ------------------------ | -------- | --------------- |
| Universitario de Popayán | Colombia | 2013 - 2015     |
| Deportes Quindío         | Colombia | 2016 - 2021     |
| América de Cali          | Colombia | 2022            |
| Deportivo Pasto          | Colombia | 2023            |
| Jaguares de Córdoba      | Colombia | 2024 - Presente |